# Leptembia hamifera
Leptembia hamifera is een insectensoort uit de familie Embiidae, die tot de orde webspinners (Embioptera) behoort. De soort komt voor in Soedan.
Leptembia hamifera is voor het eerst wetenschappelijk beschreven door Krauss in 1911.